# Live in Hawaii
Live in Hawaii è il primo album video del gruppo musicale statunitense Deftones, pubblicato il 27 agosto 2002 dalla Image Entertainment.

## Descrizione
Live in Hawaii riprende i Deftones durante un viaggio nella grande isola di Hawaii, nel corso del quale la band ha eseguito dal vivo alcuni brani, di cui alcuni presentati in versione acustica.

## Tracce
1. Headup; Opening – 5:04
2. Knife Party; Mahai'ula Beach – 5:45
3. Blessing of the Band – 3:56
4. Digital Bath – 4:12
5. Hawaii Volcanoes National Park – 2:13
6. One Weak – 5:30
7. The Boy's Republic – 5:01
8. Be Quiet and Drive (Far Away) – 3:47
9. Pu'uhonua O Honaunau – 1:32
10. Around the Fur – 4:10
11. Feiticeira – 3:00
12. Change (In the House of Flies); End Credits – 6:36

## Formazione
Gruppo
- Chino Moreno – voce, chitarra
- Abe Cunningham – batteria
- Chi Cheng – basso
- Frank Delgado – giradischi
- Stephen Carpenter – chitarra

Produzione
- Danny Harris – produzione
- Jamee Younger-Tenzer – produzione
- Alan Carter – regia
- Spencher Thornton – fotografia
- David Frangioni – missaggio surround 5.1
- Anthony Eaton – produzione esecutiva
- Parvene Michaels – produzione esecutiva
- Marc Oswald – produzione esecutiva